# Dialettica della natura
Dialettica della natura (in russo Диалектика природы?; in tedesco Dialektik der Natur) è l'opera incompiuta di Engels, in cui cerca di dare un panorama della scienza naturale basato sulle leggi della dialettica. L'idea di scrivere l'opera maturò nel 1873, la parte principale fu scritta nel 1882, ma l'opera acquisì il suo aspetto moderno solo nel 1925 in URSS.

## Storia
Engels scrisse la maggior parte del manoscritto tra il 1872 e il 1882, che erano delle notazioni tedesche, francesi e inglesi sullo sviluppo contemporaneo della scienza e della tecnologia; tuttavia, non è stato pubblicato durante la sua vita. In tempi successivi, Eduard Bernstein passò i manoscritti ad Albert Einstein, che riteneva la scienza confusa (in particolare la matematica e la fisica) ma il lavoro complessivo degno di un pubblico più ampio. Successivamente, nel 1925, l'Istituto Marx-Engels-Lenin di Mosca pubblicò i manoscritti (un'edizione bilingue tedesco-russa).
Il biologo J.B.S. Haldane ha scritto una prefazione per il lavoro nel 1939:
(John Burdon Sanderson Haldane)

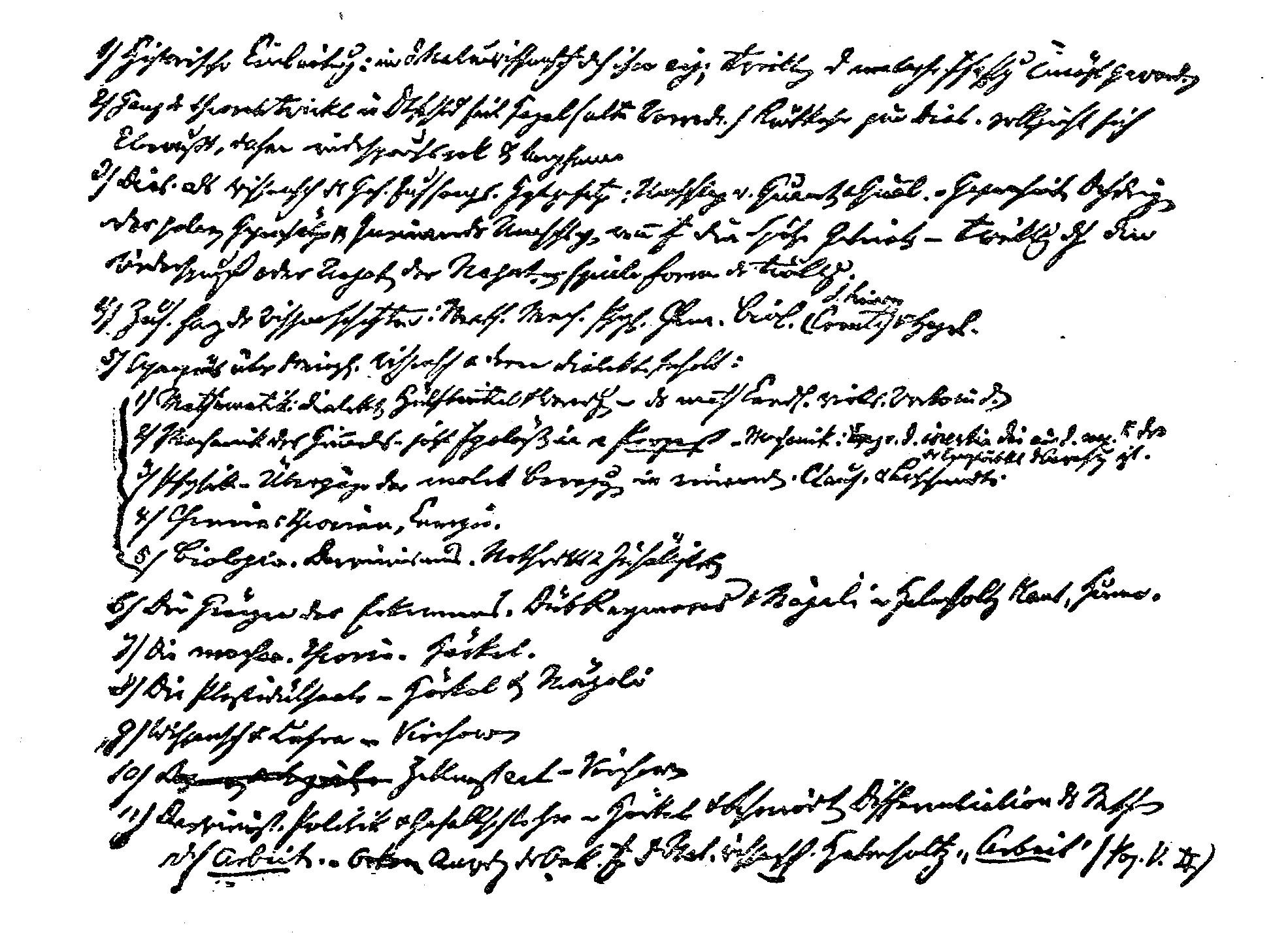
Una pagina del manoscritto del 1883.

Alcuni argomenti allora controversi dell'epoca di Engels, relativi a teorie incomplete o errate, sono ora risolti, rendendo datati alcuni dei saggi di Engels. Il loro interesse non sta tanto nella loro critica dettagliata delle teorie, ma nel mostrare come Engels ha affrontato i problemi intellettuali.
Una "legge" proposta nella "Dialettica della natura" è la legge della trasformazione della quantità in qualità e viceversa. Probabilmente l'esempio più comunemente citato di ciò è il cambiamento dell'acqua da liquido a gas, aumentandone la temperatura (sebbene Engels descriva anche altri esempi tratti dalla chimica). Nella scienza contemporanea, questo processo è noto come transizione di fase. C'è stato anche uno sforzo per applicare questo meccanismo ai fenomeni sociali, per cui l'aumento della popolazione provoca cambiamenti nella struttura sociale.
La dialettica e il suo studio derivano dal filosofo e autore della Scienza della Logica, George W. F. Hegel, che, a sua volta, aveva studiato il filosofo greco Eraclito. Eraclito insegnava che tutto era in costante cambiamento e che tutte le cose consistevano di due elementi opposti che si trasformavano l'uno nell'altro come la notte si trasforma in giorno, la luce in oscurità, la vita in morte ecc.
Il lavoro di Engels si sviluppa dai commenti che aveva fatto sulla scienza nell'Anti-Dühring. Include il famoso "Parte avuta dal lavoro nel processo di umanizzazione della scimmia", anch'esso pubblicato separatamente come opuscolo. Engels sostiene che la mano e il cervello sono cresciuti insieme, un'idea supportata da successive scoperte fossili (vedi Australopithecus afarensis e Bipedismo).

## Contenuto
Engels si concentra sul mostrare come la scienza contemporanea sia arrivata a concepire l'universo, la materia e la natura in uno stato continuo di movimento e cambiamento. La scienza aveva inizialmente avuto una concezione meccanicistica della materia, che portava all'immutabilità della natura, secondo la quale:
Все то, что естествознание первой половины XVIII века было выше греческой античности по познанию и даже классификации материи, было ниже ее по способу идеального овладения ею, по общему пониманию природы. Для греческих философов мир был чем-то, что возникло, по существу, из хаоса, что развилось, что родилось.»
Tutto ciò che le scienze naturali della prima metà del Settecento erano al di sopra dell'antichità greca in termini di conoscenza e persino di classificazione della materia, era al di sotto di essa in termini di modo di padroneggiarla idealmente, in termini di concezione generale di natura. Per i filosofi greci, il mondo era qualcosa che era sorto, essenzialmente, dal caos, che si era sviluppato, che era nato.»
(Friedrich Engels, "Dialettica della natura")
Con l'aumentare e l'approfondirsi delle conoscenze scientifiche è stato possibile comprendere la continua trasformazione della materia. Già nel 1755 nella "Storia universale della natura e teoria del cielo" di Kant, la terra e l'intero sistema solare apparivano come qualcosa che si era formato nel tempo.
Per Engels la dialettica è la logica della natura e della società, che si deduce dallo studio del movimento e dei mutamenti. Le leggi della dialettica, che sono astratte dallo studio della storia della natura e della storia della società umana. Queste leggi derivano dalla natura e dalla storia e non sono imposte come leggi del pensiero alla natura e alla storia, come pensava Hegel. E si riducono sostanzialmente a tre:
- legge della trasformazione della quantità in qualità, e viceversa;
- legge dell'unità degli opposti;
- legge della negazione della negazione.

Quando invece Engels si occupa delle leggi della dialettica, comprende che non solo non si tratta di semplici rapporti meccanici di causa-effetto, ma non si tratta nemmeno di semplice determinismo, perché da una concezione dialettica la necessità è legata al caso. L'uno e l'altro coesistono, quindi, in parallelo, in natura; contiene ogni sorta di oggetti e processi, alcuni dei quali sono accidentali e altri necessari. Contrariamente alla dialettica, il determinismo considera scientifico solo ciò che è necessario e non ciò che è casuale, esclude l'investigazione delle probabilità, con la quale ogni scienza cessa, poiché deve appunto indagare ciò che non sappiamo.
La logica dialettica e il suo studio derivano dal filosofo G.W.F. Hegel, che a sua volta aveva studiato il filosofo greco Eraclito. Eraclito insegnava che tutto era in continua evoluzione e che tutte le cose consistevano in due elementi opposti che si trasformavano l'uno nell'altro mentre la notte si trasforma in giorno, la luce in oscurità, la vita in morte, ecc.
Alcune questioni controverse dell'epoca di Engels, relative a teorie incomplete o errate, sono ora risolte, con il risultato che alcuni dei saggi di Engels sono datati. Il suo interesse non risiede tanto nella sua critica dettagliata delle teorie, ma nel mostrare come Engels ha affrontato i problemi intellettuali.
Una "legge" proposta nella "Dialettica della natura" è la "legge della trasformazione della quantità in qualità e viceversa". Probabilmente l'esempio più comunemente citato di ciò è il passaggio dell'acqua da liquido a gas all'aumentare della sua temperatura (sebbene Engels descriva anche altri esempi tratti dalla chimica). Nella scienza contemporanea, questo processo è noto come transizione di fase. Si è anche cercato di applicare questo meccanismo ai fenomeni sociali, per cui l'aumento della popolazione si traduce in cambiamenti nella struttura sociale.
Il lavoro di Engels si basa sui commenti che ha fatto sulla scienza in "Anti-Dühring". Comprende il famoso articolo "Parte avuta dal lavoro nel processo di umanizzazione della scimmia", anch'esso pubblicato separatamente come opuscolo. Engels sostiene che la mano e il cervello sono cresciuti insieme, un'idea supportata da successive scoperte fossili (vedi Australopithecus afarensis).
La maggior parte del lavoro è frammentaria, ma ha punti di interesse. Una citazione dalla sua biologia:
(Friedrich Engels, "Dialettica della natura")